# Carlos Marcello
Carlos Marcello (Calogero Minacore), född i Tunis 6 februari 1910, död 3 mars 1993.
Marcello var maffiaboss i New Orleans, Louisiana, USA. Han arresterades 1929 för bankrån i New Orleans men åtalet lades ner. Marcello satt 1938 av ett 10 månader långt fängelsestraff för narkotikabrott.
I april 1961 blev Marcello på direkt order av justitieminister Robert Kennedy utvisad till Guatemala. Han hade tidigare påstått sig vara född i Guatemala. Enligt vittnesuppgifter från bl.a. Edward Becker var Carlos Marcello en av dem som beordrade mordet på president John F. Kennedy. Källor inom FBI påstår att det finns bandupptagningar där han erkänner sin inblandning i mordet.